# House of Assembly (Bahamas)

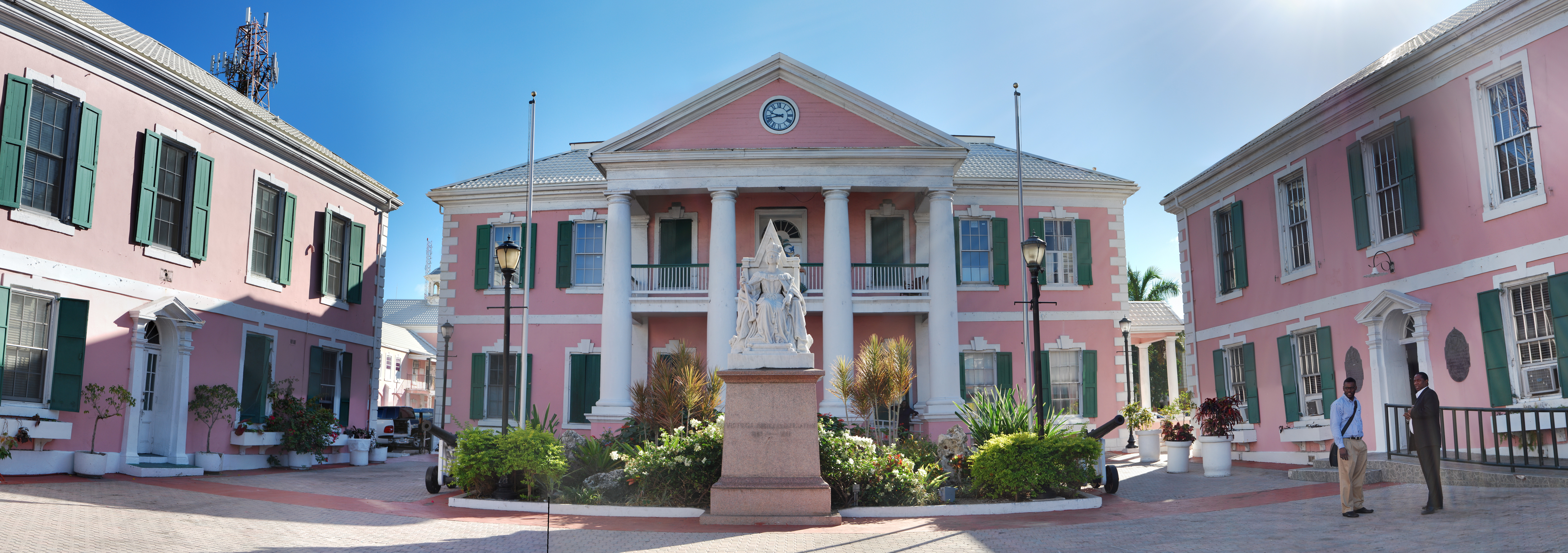
Das Parlamentsgebäude in Nassau mit der weißen Statue von Queen Victoria im Zentrum des Platzes

Das House of Assembly (deutsch: Versammlungshaus) ist das Unterhaus des Parlaments der Bahamas, das auf dem Zweikammersystem nach Vorbild des britischen Westminster-Systems basiert.
Das House of Assembly erfüllt alle wichtigen gesetzgebenden Funktionen. Der Premierminister ist der Vorsitzende der Partei, die die Mehrheit der Parlamentssitze kontrolliert. Die Regierung kann das Parlament jederzeit auflösen und Wahlen ausrufen. Es besteht seit der Wahl 2017 aus 39 Abgeordneten, bis dahin waren es 38 Abgeordnete, die für fünf Jahre nach dem Mehrheitswahlsystem gewählt werden. Der Sitz des Unterhauses befindet sich in der Hauptstadt Nassau.

## Wahlen
Die letzten Wahlen fanden am 16. September 2021 statt.